# Фудзі-Каваґутіко
35°29′50″ пн. ш. 138°45′18″ сх. д. / 35.49722° пн. ш. 138.75500° сх. д.

Фу́дзі-Каваґутіко́ (яп. 富士河口湖町, ふじかわぐちこまち, МФА: [ɸud͡ʑi kawagut͡ɕiko mat͡ɕi̥]) — містечко в Японії, в повіті Мінамі-Цуру префектури Яманасі. Засноване 15 листопада 2003 року. Назване на честь озера Каваґуті і гори Фудзі. На території містечка розташовані чотири з п'яти озер Фудзі — Каваґуті, Сай, Сьодзі та Мотосу. Станом на 1 квітня 2009 площа містечка становила 158,51 км². Станом на 1 липня 2011 населення містечка становило 25 441 осіб.